# Daryl Evans
Pour les articles homonymes, voir Evans.
Daryl Thomas Evans (né le 12 janvier 1961 à Toronto, dans la province de l'Ontario au Canada) est un joueur professionnel de hockey sur glace ayant évolué à la position d'ailier gauche.

## Carrière
Réclamé en neuvième ronde par les Kings de Los Angeles lors du repêchage de 1980 de la Ligue nationale de hockey alors qu'il s'aligne pour les Flyers de Niagara Falls de l'Association de hockey de l'Ontario. Evans retourne avec ses derniers au début de la saison suivantes mais passe aux mains des Alexanders de Brantford après seulement cinq rencontres.
Après avoir complété la saison avec un total de 119 points en 63 parties, il devient joueur professionnel en rejoignant les Kings pour la saison 1981-1982. Il ne dispute que quatorze rencontres avec les Kings lors de la saison régulière, disputant la balance avec leur club affilié, les Nighthawks de New Haven de la Ligue américaine de hockey, mais revient avec les Kings à l'occasion des séries éliminatoires. Il inscrit un but qui rentre dans l'histoire pour les Kings lorsqu'il marque le but vainqueur en prolongation qui élimine les puissants Oilers d'Edmonton lors du premier tour. Los Angeles s'incline cependant lors de la ronde suivante.
Evans dispute la saison 1982-1983 au complet avec les Kings avant de s'aligner majoritairement pour leur club affilié au cours des deux saisons suivantes. À l'été 1985, il passe aux mains des Capitals de Washington pour qui il évolue durant qu'une saison. Devenu agent libre au terme de cette saison, il signe un contrat avec les Maple Leafs de Toronto mais ne joue que deux parties avec ceux-ci avant de rejoindre leur club-école, les Saints de Newmarket de la LAH.
Il reste avec les Saints durant trois saisons avant de quitter à l'été 1989 pour l'Italie où il s'aligne une saison avec le Hockey Club Gherdeina de la Série A2. Il dispute une saison supplémentaire avec les Whitley Warriors de la British Hockey League avant de se retirer de la compétition.

### Statistiques en club
| Saison     | Équipe                  | Ligue      |     | Saison régulière | Saison régulière | Saison régulière | Saison régulière | Saison régulière |    | Séries éliminatoires | Séries éliminatoires | Séries éliminatoires | Séries éliminatoires | Séries éliminatoires |
| Saison     | Équipe                  | Ligue      | PJ  | B                | A                | Pts              | Pun              | PJ               | B  | A                    | Pts                  | Pun                  |                      |                      |
| 1978-1979  | Flyers de Niagara Falls | AHO        | 65  | 38               | 26               | 64               | 110              | 20               | 5  | 5                    | 10                   | 32                   |                      |                      |
| 1979-1980  | Flyers de Niagara Falls | AHO        | 63  | 43               | 52               | 95               | 47               | 10               | 5  | 13                   | 18                   | 6                    |                      |                      |
| 1980-1981  | Flyers de Niagara Falls | LHO        | 5   | 3                | 4                | 7                | 11               | -                | -  | -                    | -                    | -                    |                      |                      |
| 1980-1981  | Alexanders de Brantford | LHO        | 58  | 58               | 54               | 112              | 50               | 6                | 4  | 5                    | 9                    | 6                    |                      |                      |
| 1980-1981  | Gears de Saginaw        | LIH        | 3   | 3                | 2                | 5                | 0                | -                | -  | -                    | -                    | -                    |                      |                      |
| 1981-1982  | Kings de Los Angeles    | LNH        | 14  | 2                | 6                | 8                | 2                | 10               | 5  | 8                    | 13                   | 12                   |                      |                      |
| 1981-1982  | Nighthawks de New Haven | LAH        | 41  | 14               | 14               | 28               | 10               | -                | -  | -                    | -                    | -                    |                      |                      |
| 1982-1983  | Kings de Los Angeles    | LNH        | 80  | 18               | 22               | 40               | 21               | -                | -  | -                    | -                    | -                    |                      |                      |
| 1983-1984  | Kings de Los Angeles    | LNH        | 4   | 0                | 1                | 1                | 0                | -                | -  | -                    | -                    | -                    |                      |                      |
| 1983-1984  | Nighthawks de New Haven | LAH        | 69  | 51               | 34               | 85               | 14               | -                | -  | -                    | -                    | -                    |                      |                      |
| 1984-1985  | Kings de Los Angeles    | LNH        | 7   | 1                | 0                | 1                | 2                | -                | -  | -                    | -                    | -                    |                      |                      |
| 1984-1985  | Nighthawks de New Haven | LAH        | 59  | 22               | 24               | 46               | 12               | -                | -  | -                    | -                    | -                    |                      |                      |
| 1985-1986  | Capitals de Washington  | LNH        | 6   | 0                | 1                | 1                | 0                | -                | -  | -                    | -                    | -                    |                      |                      |
| 1985-1986  | Whalers de Binghamton   | LAH        | 69  | 40               | 52               | 92               | 50               | 5                | 6  | 2                    | 8                    | 0                    |                      |                      |
| 1986-1987  | Maple Leafs de Toronto  | LNH        | 2   | 1                | 0                | 1                | 0                | 1                | 0  | 0                    | 0                    | 0                    |                      |                      |
| 1986-1987  | Saints de Newmarket     | LAH        | 74  | 27               | 46               | 73               | 17               | -                | -  | -                    | -                    | -                    |                      |                      |
| 1987-1988  | Saints de Newmarket     | LAH        | 57  | 29               | 36               | 65               | 10               | -                | -  | -                    | -                    | -                    |                      |                      |
| 1988-1989  | Saints de Newmarket     | LAH        | 64  | 29               | 30               | 59               | 16               | 5                | 1  | 1                    | 2                    | 0                    |                      |                      |
| 1989-1990  | HC Gherdeina            | Série A2   | 32  | 32               | 65               | 97               | 28               | -                | -  | -                    | -                    | -                    |                      |                      |
| 1990-1991  | Whitley Warriors        | BHL        | 6   | 10               | 9                | 19               | 6                | 8                | 18 | 22                   | 40                   | 6                    |                      |                      |
| Totaux LAH | Totaux LAH              | Totaux LAH | 433 | 212              | 236              | 448              | 129              | 10               | 7  | 3                    | 10                   | 0                    |                      |                      |
| Totaux LNH | Totaux LNH              | Totaux LNH | 113 | 22               | 30               | 52               | 25               | 11               | 5  | 8                    | 13                   | 12                   |                      |                      |

## Honneurs et trophées
- Association de hockey de l'Ontario
  - Nommé dans la première équipe d'étoiles en 1981.
- Ligue américaine de hockey
  - Nommé dans la deuxième équipe d'étoiles en 1984.

## Transactions en carrière
- 1980 : repêché par les Kings de Los Angeles (9e choix de l'équipe, 178e au total).
- 9 septembre 1985 : échangé par les Kings aux Capitals de Washington en retour de Glen Currie.
- août 1986 : signe à titre d'agent libre avec les Maple Leafs de Toronto.